# Nickel Odeon (revista)
Nickel Odeon fue una revista cinematográfica española dirigida por Juan Cobos con financiación y edición de José Luis Garci que se publicó entre 1995 y 2003. La revista tenía una periodicidad trimestral (aunque en las últimas fechas fue irregular). Su tirada era de 7.000 ejemplares que no eran suficientes para recuperar la inversión de los mismos que tenían un tamaño de 300 páginas.
Algunas de las portadas fueron realizadas por Eduardo Úrculo, quien además diseñó los Premios Nickel Odeon, que entregó la revista desde 1999 hasta su cierre. EL director de la revista afirmó que era un equipo muy bueno que estaba absorbido por la profesión.

## Trayectoria editorial
Juan Cobos quería desarrollar una revista cinematográfica y durante los años 1980 había mantenido durante poco tiempo una, llamada Edad de Oro, que por motivos económicos no pudo mantenerse. José Luis Garci quiso desde un trabajo que había hecho en Hollywood llevar a cabo una revista cinematográfica. Juntos se unieron para desarrollar la revista en donde contaron con los colaboradores de Garci en el programa ¡Qué grande es el cine! en donde les proponía hacerlo sobre un apartado en particular es decir sobre el tema que habían elegido ellos. Sin embargo, las dificultades de tiempo de algunos colaboradoras y el déficit económico que arrastraba la revista desde sus primeros números hicieron que finalizase su publicación, a pesar del empeño de Garci por sacarlo adelante.

### Lanzamiento de la primera publicación
El primer número salió a la luz en el invierno de 1995, con una portada diseñada por Eduardo Úrculo. La numeración —impresa en el ángulo superior izquierdo— decía Invierno 1995, número 1. En el ángulo de la derecha se leía Precio mil pesetas. Debajo del título Níkel Odeon y en letras más pequeñas se advertía, Revista trimestral de cine.
El formato de ese primer nº y de todos los que siguieron fue bastante considerable: 33 cm por 23 y medio, con 192 páginas. En la página 5 y dentro de un recuadro de fondo gris de daban a conocer todos los datos de edición, colaboración, maquetación, editorial, etc. Debajo de este recuadro y en letras muy pequeñas se notificaba la licencia:

Cualquier texto de esta publicación puede ser reproducido, siempre que se cite el nombre del autor y la revista.

Uno de los atractivos de la revista fue el empleo de numerosas imágenes, muchas de ellas a toda plana. Esta presentación encarecía notablemente la publicación.

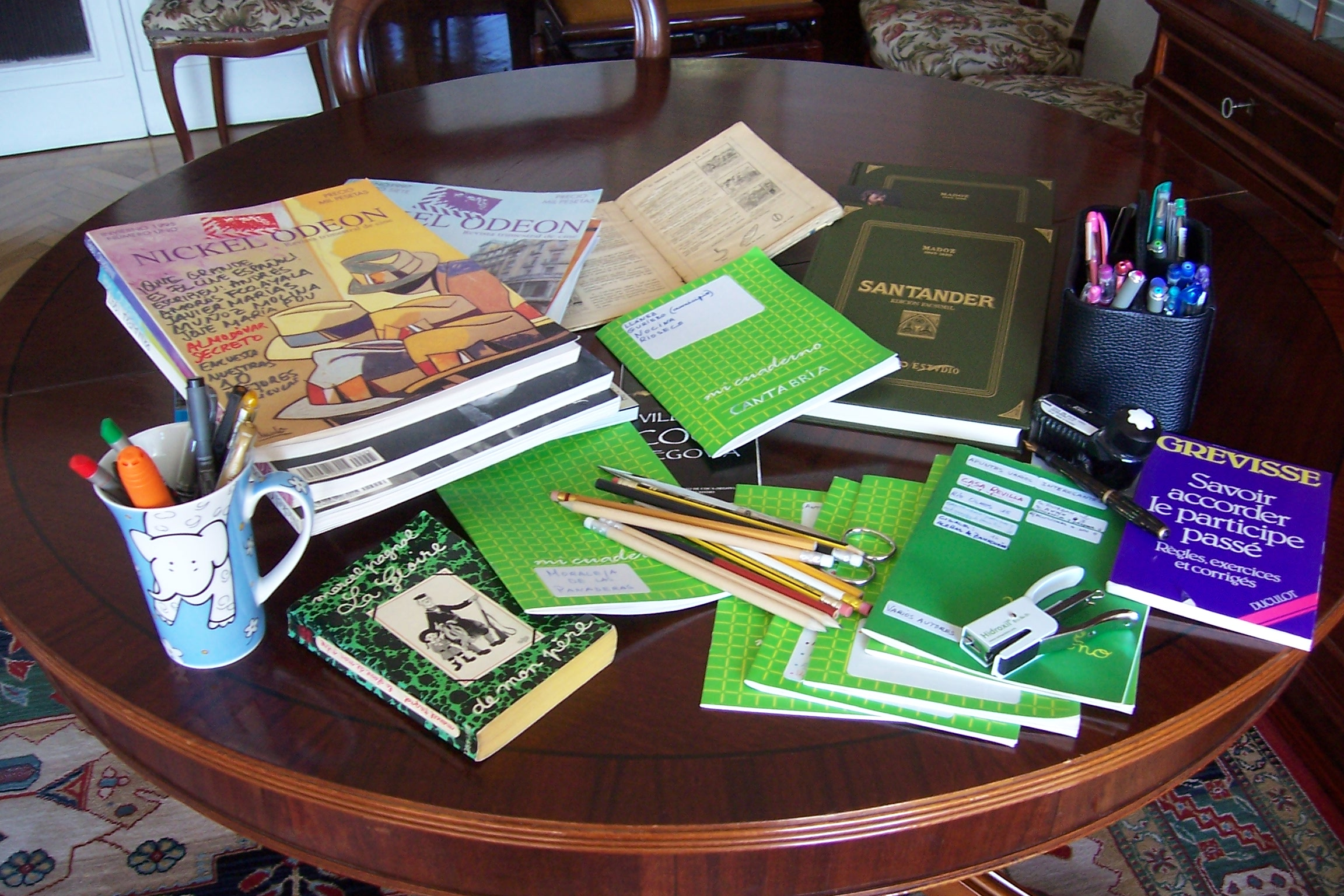
Entre el desorden del material de trabajo que hay sobre la mesa puede verse el primer número de la revista. El montón que hay debajo son otros tantos ejemplares.

Este primer número arrancó con un artículo de presentación en la página 4, firmado por Juan Cobos (su director) cuyo título fue Carta sin acuse. El autor explicaba brevemente la razón del título de la revista y daba a conocer el objetivo de su publicación y la profesión y aficiones de sus colaboradores futuros que no sólo eran gente del mundo del cine como José Luis Garci, Antonio Giménez-Rico, José Sacristán, etc., sino gente proveniente de otros medios y que tenían en común el amor al cine, como Ignacio Aldecoa, Antonio Muñoz Molina o Terenci Moix.
En esta primera publicación dio comienzo el capítulo de entrevistas en un estilo especial relajado y sin límite de tiempo que continuaría en números sucesivos. El primer entrevistado fue el cineasta español Pedro Almodóvar, desde la página 75 a la 151, con el título de Almodóvar Secreto. La revista tenía ya preparadas para futuros número las entrevistas a Deborah Kerr, John Huston, Meter Viertel, Budd Boetticher.
El capítulo 35 estaba dedicado al cine español con recuerdos y comentarios sobre algunas películas bajo el título Capricho Español que daba cobijo a otros subtítulos de autores variados: Los chicos, firmado por Juan Cobos; el NO-DO, por José Luis Garci; Plácido, por Antonio Giménez-Rico; Los económicamente débiles, por Juan Miguel Lamet; Feroz, por Miguel Marías; Dedicatoria, por Fernando Méndez-Leite; La torre de los siete jorobados, por Juan Tébar; El último cuplé por Eduardo Torres-Dulce y Cine España por Horacio Valcárcel.
Ese mismo año de 1995 tuvo lugar la celebración de la puesta en marcha de este primer número en el salón Falla de la Sociedad General de Autores de España. En este lugar se celebró años más tarde, el 28 de diciembre de 1999 el acto de entrega de los premios creados por la revista.

### Las últimas publicaciones
En los últimos tiempos la publicación de la revista empezó a fallar y les fue imposible a sus editores mantenerse en la periodicidad de un trimestre. Tuvieron que acoplarse a las circunstancias y la revista veía la luz simplemente cuando era posible. También degeneraron los temas, según la opinión de críticos y aficionados. De abarcar monografías interesantes sobre el mundo del cine, pasó a aceptar monografías que poco tenían que ver con ese mundo: sobre el tabaco, el teléfono, el deporte… La cuestión económica fue definitiva para la desaparición de la revista. El propio diseño, el papel de calidad, las retribuciones de los colaboradores de primera fila, todo vino a encarecer mucho y la llevó a ser deficitaria: había muchos gastos y pocas ventas.
El último número fue el 33, invierno del 2003. En la primera sección Carta sin acuse, Juan Cobos escribía la despedida. Fue un monográfico sobre cine y deporte.
En 2016 se volvió a reeditar la revista modificando las fotos de los números.

## Premios Nickel Odeon
La revista creó unos premios especiales anuales cuya ceremonia se celebraba en el salón Falla de la Sociedad General de Autores de España. Los premiados recibían una placa conmemorativa diseñada por el escultor Úrculo, el premio en metálico y un acta del premio Nickel Odeon previa concesión de un jurado.
- Año 1999

El 28 de diciembre se celebró el primer acto de la entrega de los premios en el salón Falla de la Sociedad General de Autores de España. Los premiados fueron Julián Marías y Pedro Almodóvar, que por encontrarse ausente recogió el galardón su hermano Agustín. Recibieron una placa conmemorativa diseñada por el escultor Úrculo, el acta de la ceremonia y un cheque de 500 000 pesetas.
- Año 2000

Se celebró el acto en la misma sala de Manuel de Falla siendo esta vez los premiados el actor Javier Bardem y el guionista y actor Carlos Blanco en reconocimiento a su carrera profesional. El presidente del jurado fue Luis Alberto de Cuenca, secretario de Estado de Cultura. El premio de Bardem lo recogió su madre Pilar Bardem. Como el año anterior, recibieron la placa conmemorativa, el Acta y el cheque de 500 000 pesetas.
- Año 2001

En el mismo lugar que años anteriores recibieron los premios de placa conmemorativa, Acta y cheque los cineasta Alejandro Amenábar y Gil Parrondo.
- Año 2002

Siempre en la misma Sala Falla de la Sociedad General de Autores de España, se repartieron los premios el 20 de diciembre de este año. El actor argentino Miguel Ángel Solá entregó un premio en metálico de 3000€ al acontecimiento cinematográfico del año, que fue la gran repercusión internacional que tuvo el cine argentino. Este premio lo recibió el director de la ONG Mensajeros de la Paz que prometió que sería para la ayuda de la infancia en el norte de Argentina. Por su parte el actor Carlos Blanco hizo entrega del premio correspondiente a Luis García Berlanga (escultura de Úrculo y cheque de 3000€) en reconocimiento a toda una vida dedicada al cine.
- Año 2003

En su quinta edición, se otorgaron los premios en la misma sala Falla, siendo los galardonados Alfredo Landa y María Asquerino. Como en actos anteriores el premio consistió en la placa conmemorativa, la copia del Acta y 3000€. En esta ocasión hubo un recuerdo especial para el escultor Úrculo, fallecido en la primavera de este mismo año. La periodista Nativel Preciado entregó el premio a Landa y Antonio Jiménez-Rico a María Asquerino.

## Premios recibidos
Medallas del Círculo de Escritores Cinematográficos de 2000
| Categoría                            | Resultado |
| ------------------------------------ | --------- |
| Mejor labor literaria y periodística | Ganadora  |